# Siemovit Ier de Mazovie
 (août 2024).
Si vous disposez d'ouvrages ou d'articles de référence ou si vous connaissez des sites web de qualité traitant du thème abordé ici, merci de compléter l'article en donnant les références utiles à sa vérifiabilité et en les liant à la section « Notes et références ».

Siemovit Ier de Mazovie (en polonais Siemowit (Ziemowit) I mazowiecki), de la dynastie des Piasts, est né vers 1215 et mort à Jazdów le 23 juin 1262. Il est le fils cadet de Conrad Ier de Mazovie et d’Agafia de Rus, la fille du prince Sviatoslav de Vladimir-Volhynie.
Il a été duc de Czersk (1247-1248), duc de Mazovie (1248-1262) et duc de Sieradz (1259-1260).

## Duc de Czersk

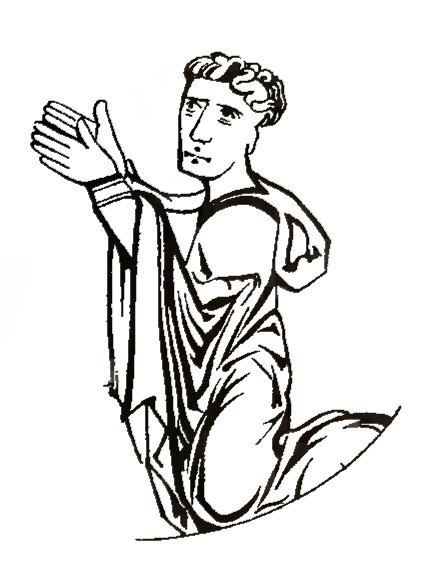
Siemowit.

Il est le sixième fils de Conrad Ier de Mazovie.Son père décède le 31 août 1247, lui laissant en héritage les duchés de Sieradz, Łęczyca et Czersk. Ce testament ne satisfait pas son frère Casimir Ier de Cujavie qui lui déclare la guerre et le chasse de Sieradz et de Łęczyca. Siemovit réussit à conserver Czersk grâce à l’aide militaire de son frère Boleslas Ier de Mazovie.

## Duc de Mazovie
La situation géopolitique dans la région change brutalement au printemps 1248, à la suite du décès inopiné de Boleslas Ier de Mazovie. Celui-ci laisse toutes ses possessions à Siemovit. Profitant de la confusion qui suit la mort de Boleslas, Casimir de Cujavie s’empare encore de la place-forte de Dobrzyń nad Wisłą. Ayant hérité de la Mazovie, Siemovit laisse Sieradz et Łęczyca à son frère Casimir pour concentrer son activité militaire sur la frontière avec les Russes, les Sudoviens et les Teutoniques.

## Guerre contre les Sudoviens
Confronté aux raids continuels des tribus baltes sur son territoire, il s’allie naturellement à Daniel de Galicie qui subit le même fléau et dont il épouse la fille Perejesława. En 1248, Siemovit s’associe avec Boleslas V le Pudique ainsi qu’avec Daniel de Galicie et son frère Vassili, pour organiser une première grande campagne militaire contre les Sudoviens. La victoire est totale et écarte la menace des Sudoviens pour quelques années. Les coalisés organiseront encore des campagnes militaires contre les Sudoviens en 1253 et en 1255.

## Alliance avec les Teutoniques
Siemovit et Daniel de Galicie estimaient qu’ils n’étaient pas assez forts pour faire face aux menaces des peuples païens. En 1254, ils concluent un accord avec les Teutoniques. En échange de leur aide, ils auront droit à un tiers des terres prises aux Sudoviens. Cet accord sera suivi d’un second en 1257 et d’un troisième en 1260.
Cette étroite collaboration entre Siemovit et les Teutoniques (Siemovit prend leur défense devant le pape Alexandre IV en 1258 alors qu’ils sont accusés de cruauté) n’est pas très efficace sur le terrain. Les Mazoviens continuent à être la cible des attaques baltes alors que les Chevaliers teutoniques bénéficient de leurs conquêtes territoriales.

## Guerre contreCasimirIerde Cujavie
Un autre problème qui a empoisonné le règne de Siemovit est celui des relations avec son frère Casimir Ier de Cujavie qui craignait que l’alliance de Siemovit avec les Teutoniques ne se retourne contre lui. C’est pourquoi il a enlevé Siemovit en 1254 alors que celui-ci revenait de Cracovie où avait eu lieu la cérémonie de canonisation de Saint Stanislas. Siemovit est libéré l’année suivante, à la suite de l'intervention de Boleslas V le Timide et contre la promesse de soutenir Casimir dans sa guerre contre le duché poméranien de Gdańsk.
La politique agressive menée par Casimir se retourne contre lui en 1259, quand le duc de Grande-Pologne Boleslas le Pieux, allié au duc Warcisław de Poméranie occidentale, met sur pied une coalition contre lui dans laquelle rentrent le duc de Cracovie Boleslas V le Timide, Siemovit Ier de Mazovie et Daniel de Galicie. La victoire sur Casimir permet à Siemovit de récupérer le duché de Sieradz. En 1260, Siemovit offre ce duché au fils aîné de Casimir, Lech II le Noir.

## Guerre contre la Lituanie
Après la « pacification » des Sudoviens, une autre menace commence à planer sur la Mazovie. La Lituanie, un état de plus en plus puissant, devient le voisin direct.
Au printemps 1262, la Lituanie lance une offensive de grande envergure contre le duché de Mazovie. La capitale Płock est incendiée par les Lituaniens qui traversent la Vistule et s’emparent de la place-forte de Jazdów. Siemovit est tué dans la bataille le 23 juin 1262.
De son mariage avec Perejesława, Siemovit a eu deux fils (Conrad et Boleslas) et une fille prénommé Salomé.